# Örnsköldsviks kommunvapen

Örnsköldsviks vapen är ett talande vapen, det illustrerar genom sitt innehåll vapenbärarens namn.

Örnsköldsviks kommunvapen är det heraldiska vapen som används av Örnsköldsviks kommun. Det är ett exempel på ett talande vapen; vapnets delar syftar på kommunens namn med en örn, en sköld och en "vik". 

## Blasonering
Nuvarande blasonering registrerades hos Patent- och registreringsverket den 11 januari 1974: I fält av silver en av karvskura bildad blå stam och däröver en flygande svart örn med fötter och näbb av guld, hållande i dessa en blå sköld med Oscar II:s krönta namnchiffer i guld.
En äldre blasoneringen från 1894 löd: En sköld af silfver, vid hvars fot en böljande hafsvik är synlig, öfver hvilken sväfvar en svart örn med gyllene näbb och klor, hållande i dessa en blå sköld med Hans Majestät Konungens namnchiffer i guld.

## Historia
Staden uppkallades efter friherre Per Abraham Örnsköld, som var landshövding i Medelpad, Ångermanland och Jämtland under 1700-talets andra hälft och vars vapen innehöll en örn med sköld. När staden 1893 fick stadsprivilegier lades namnchiffret och stammen till det nya stadsvapnet som fastställdes den 23 november 1894 av Kungl. Maj:t (regeringen)..
Då var det mer naturalistiskt utformat, varför man lät göra en ny fastställelse så sent som 1972. Vid den senare fastställelsen fastslog man att stammen skulle vara bildad av en karvskura, i anslutning till tidiga bilder av vapnet (senare hade den ibland framställts som en vågskura), och att namnchiffret på skölden skulle vara Oscar II:s, eftersom det var han som var kung när Örnsköldsvik blev stad 1893 och fick sitt vapen året efter.
Den nya fastställelsen gjordes alldeles i skiftet mellan olika regelverk, varför vapnet också registrerades hos Patent- och registreringsverket bara två år senare.

## Vapen för äldre kommuner inom den nuvarande kommunen
De kommuner som kom att läggas samman med Örnsköldsviks stad när den nuvarande kommunen bildades 1971 använde fram till dess egna vapen, men man valde att fortsätta använda stadsvapnet även för den nya kommunen med samma namn. Således slutade Anundsjö, Björna, Grundsunda och Själevad att använda sina vapen. Även Nätra, Gideå och Trehörningsjö hade använt vapen, men de hade aldrig fastställts av Kungl. Maj:t.

### Anundsjö
Anundsjö landskommun fick sitt vapen fastställt av Kungl. Maj:t den 21 december 1962, med följande blasonering: I blått fält en duva av silver med röd näbb och röda ben, sittande på en bjälkvis genomgående gren av guld och hållande i näbben en olivkvist av silver. Vapnet baserades på Anundsjö sockens sigill, känt från 1804.

### Björna
Björna landskommuns vapen fastställdes av Kungl. Maj:t den 25 juli 1963, enligt följande blasonering: Sköld, delad av silver, vari en gående blå björn med tunga, tänder och klor av guld, och blått, vari två av vågskuror bildade bjälkar av silver. Vapnet komponerades av stadsarkitekten Hans Schlyter i Sundsvall och baseras på Björna sockens sigill, känt från 1809.

### Gideå
Gideå landskommun antog 1965 ett vapen som aldrig fastställdes av Kungl. Maj:t. Det blasoneras: I fält av silver en sig stegrande röd häst. Vapnet skulle syfta på jord- och skogsbruk och var komponerat av Sundsvalls stadsarkitekt Hans Schlyter.

### Grundsunda
Grundsunda landskommuns vapen fastställdes av Kungl. Maj:t den 23 april 1964. Blasoneringen löd: I rött fält en balkvis ställd fisk av silver. En fisk snedställd som denna fanns i Grundsunda sockens sigill, känt från 1683. Vapnet skapades av Hans Schlyter, som var stadsarkitekt i Sundsvall.

### Nätra
Nätra landskommun antog 1949 ett vapen, som källorna inte har någon blasonering för eller några uppgifter om tinkturer. Skölden var kvadrerad med en fabriksbyggnad i första fältet, en höhässja i andra fältet, en gran i tredje fältet och en fisk i fjärde fältet. Vapnet syftade på industri, jordbruk, skogsbruk och fiske. Det komponerades av Örnsköldsvikskonstnären Gustaf Sandberg.

### Själevad
Själevads landskommuns vapen fastställdes den 24 november 1961 av Kungl. Maj:t med följande blasonering: I blått fält en högervänd ängel hållande i famnen ett barn, båda av silver. Vapnets motiv är hämtat från Själevads sockens sigill och bygger på en folketymologisk tolkning av ortnamnets förled Själ- och visar således en ängel som hämtar hem en själ. I själva verket betyder ortnamnets förled sannolikt sälar.

### Trehörningsjö
När det gäller Trehörningsjö landskommun togs ett förslag fram 1965 som dock varken hann bli antaget eller beslutat innan kommunens upplösning 1971. Det innehåller tre sjöblad. Riksarkivet har flera år senare, på Örnsköldsviks kommuns uppdrag, formulerat en blasonering: I blått fält tre sjöblad av guld (ordnande två och ett) med spetsarna riktade mot de övre sköldhörnen resp. sköldspetsen. Det kan tänkas att motivet skall syfta på kommunnamnet.

Anundsjö landskommun (1962-1970)
Björna landskommun (1963-1970)
Gideå landskommun (1965-1970)
Grundsunda landskommun (1964-1970)
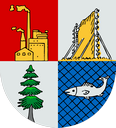
Nätra landskommun (1949-1970)
Själevads landskommun (1961-1970)
Trehörningsjö landskommun (förslag 1965)